# 宽政改革

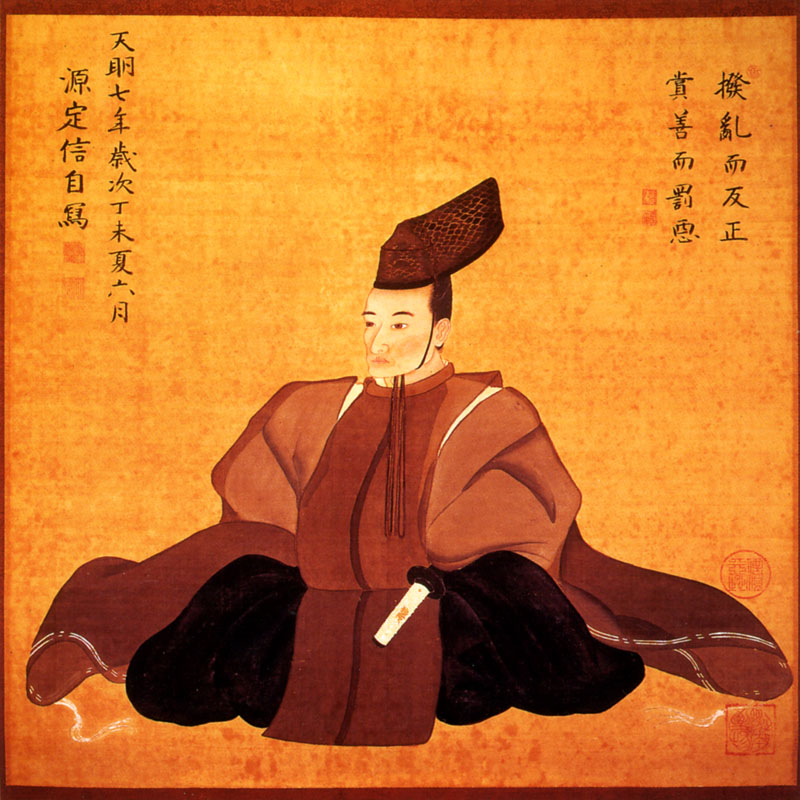
松平定信像

宽政改革是日本江户时代老中松平定信于1787年至1793年间主导的江户幕府幕政改革，和享保改革、天保改革并称为江户时代三大改革。
18世纪中叶，日本商品经济发展，沉重年贡和商业高利贷导致农民负担过大、弃地逃走，致使大片土地荒芜，领主经济陷入危机，武士阶层两极分化严重，上级武士债台高筑，官场腐败问题凸显。1782年开始天明大饥荒，江户、大阪出现民变。1787年，德川家齐成为德川幕府第十一代将军，任用“白河藩明君”松平定信为老中，主导改革。
宽政改革重整幕府纲纪，重建老中协议制度，以御三家为核心，谱代大名为后盾。重农抑商，废除商品专卖商行，整治御用商人，设立町会所调整物价。奖励耕作粮食作物，限制经济作物，屯粮以备荒、造林、治水。劝导城市游民回乡务农，禁止农民离乡。此外，松平定信希望重振武家纲纪，奖励武士习文练武，取缔娼妓，禁止色情文学、男女混浴；1788年颁布《弃捐令》，免除旗本、御家人债务。整顿财政，厉行节俭，制定七分积金削减幕府经费、将军用度，以救济贫民、供给低贷。此外，奉朱子学为正学，1790年颁《寬政異學之禁》遏制其他文化传播，兰医学馆被列为幕府专有机构，抑制兰学。思想家林子平因此遭到处分。
宽政改革未能振兴日本农村经济，因抑商政策亦引商人不满。1793年，松平定信辞职，宽政改革就此结束，被认为以失败告终。